# Uddannelse i Danmark
Uddannelse i Danmark er obligatorisk (undervisningspligt) for børn under 15 eller 16 år, selvom det ikke er tvungent at gå i Folkeskole (den offentlige grundskole). Skoleårene op til 15–16-årsalderen kaldes Folkeskole, da al undervisning skal svare til det niveau, der tilbydes her. Omkring 82 % af de unge fortsætter med en videregående uddannelse efter dette.
Statsfinansieret uddannelse er som regel gratis og åben for alle. Danmark har en lang tradition for friskoler, og omkring 15,6 % af alle børn i grundskolen går i private skoler, som støttes gennem et tilskudsbaseret system.
Ifølge FN’s Human Development Index fra 2008 (baseret på data fra 2013), har Danmark en uddannelsesindeks på 0,873 – blandt de højeste i verden, efter Australien, Finland og New Zealand.
Læsefærdigheden i Danmark er cirka 99 % for både mænd og kvinder.

## Historie
Det danske uddannelsessystem har rødder i de katedralskoler og klosterskoler, der blev etableret af den romersk-katolske kirke i den tidlige middelalder, og syv af skolerne fra 1100- og 1200-tallet eksisterer stadig i dag (bl.a. Roskilde Katedralskole grundlagt ca. 1020, Ribe Katedralskole grundlagt 13. juni 1145 og Viborg Katedralskole grundlagt mellem 1060 og 1100 Aarhus Katedralskole grundlagt 1195 og Odense Katedralskole grundlagt i 1283)Efter Reformationen i 1536 blev skolerne overtaget af kongen. Deres hovedformål var at forberede eleverne på teologistudier gennem undervisning i læsning, skrivning og latin og græsk.
I 1721 blev 240 såkaldte rytterskoler oprettet. Den pietistiske bevægelse i 1700-tallet krævede en vis læsefærdighed og fremmede derfor behovet for almene skoler. Filantropiske tanker fra f.eks. Rousseau bidrog også til udviklingen af en mere bredt tilgængelig skolegang.
I 1809 blev den gamle præsteskole omdannet til en humanistisk embedsmandsskole, med det formål at "fremme ægte menneskelighed" gennem klassiske studier af græsk og romersk kultur kombineret med naturvidenskab og moderne sprog.
I 1800-tallet fik Grundtvig stor indflydelse med sine idéer om inspirerende undervisning og etablering af folkehøjskoler.
I 1855 kom Lov om friskoler og private grundskoler.
I 1871 førte den teknologiske udvikling til en opdeling af mellemskolen i en sproglig og en naturvidenskabelig linje, hvilket blev grundlaget for gymnasiet frem til 2005.
I 1894 blev Folkeskolen formelt oprettet som den offentlige grundskole, tidligere kendt som almueskolen. I 1903 blev mellemskolen (6.–9. klasse) knyttet til gymnasiet. Denne blev senere erstattet af realskolen.
I 1975 blev realskolen afskaffet, og Folkeskolen blev et enhedsskoleprincip uden opdeling efter evner.

## Undervisningspligt
Folkeskolen dækker hele perioden med undervisningspligt – fra 5–6-årsalderen til 15–16 år – og omfatter børnehaveklasse, grundskole og undervisning på mellemtrin og udskoling.
Grundet reglerne om undervisnings- men ikke skolepligt bliver et mindre antal børn også hjemmeskolet. Der har været en stigning i antallet af hjemmeskolede børn i 2010'erne og 2020'erne, og i skoleåret 2020-2021 modtog 1.238 børn hjemmeunderivnsing.

## Ungdomsuddannelser
Ungdomsuddannelser varer normalt 2–4 år og er for unge mellem 15–19 år. De er ikke obligatoriske, men gratis, og der findes både boglige og erhvervsrettede retninger. Den mest almindelige boglige er gymnasiet. Erhvervsuddannelser kombinerer skolegang og praktik. Man har tre forsøg til at gennemføre en ungdomsuddannelse – derefter tilbydes ikke yderligere statsstøtte.

## Videregående uddannelser
Videregående uddannelser udbydes på bl.a. universiteter og professionshøjskoler. Kun universiteter tilbyder kandidatuddannelser. Professionshøjskoler kan tilbyde bacheloruddannelser og samarbejde om kandidatniveau (f.eks. journalistik ved Aarhus Universitet i samarbejde med DMJX).
Man kan tage professionsbachelorer (f.eks. til socialrådgiver) på universiteter som Aalborg Universitet.

### Erhvervsakademier
Erhvervsakademier tilbyder toårige erhvervsakademiuddannelser og professionsbachelorer samt voksen- og diplomuddannelser.

### Maritime uddannelser
Maritime skoler uddanner til handelsskibsfarten og fiskeri.

### Professionshøjskoler
Professionshøjskoler tilbyder erhvervsrettede videregående uddannelser, men ikke kandidatniveau.

### Arkitektur og kunst
Disse institutioner tilbyder uddannelser inden for billedkunst og anvendt kunst.

### Universiteter
Danmarks første universitet, Københavns Universitet, blev grundlagt i 1479. Kiel Universitet i Slesvig-Holsten fulgte i 1665. Efter tabet af Slesvig i 1864 var København eneste universitet frem til Aarhus Universitet blev oprettet i 1928. Danmark har i dag otte universiteter.
Videregående uddannelse er gratis for borgere fra EU og Schweiz. Mange programmer undervises på engelsk.

## Studieafgifter og økonomisk støtte
Næsten al uddannelse i Danmark er gratis for:
- Personer født i Danmark (inkl. Grønland og Færøerne)
- Personer med permanent opholdstilladelse
- Visum med mulighed for permanent ophold
- Humanitært visum
- Borgere fra Norden, EØS eller EU

Statens Uddannelsesstøtte (SU) gives til alle over 18, hvis kriterierne opfyldes. Beløbet i 2025 var ca. 1.100 DKK/måned, hvis man bor hjemme og forældrene har høj indkomst, og op til 7.086 DKK/måned, hvis man bor ude og går på vidergående uddannelse.
Der kan også optages et SU-lån på ca. 3.625 DKK/måned (i 2025) til lav rente.

## Akademisk frihed
Wright og Ørberg (2008) vurderede, at "Den danske model forener det værste fra både frihandelsmodellen og den moderniserende stats model for autonomi: universiteterne, deres ledere og forskere gives frihed i form af individuelt ansvar for deres egen økonomiske overlevelse, mens sektoren samtidig er underlagt massiv politisk kontrol. Dette kaldes at "sætte universiteterne fri"."
I 2017 rangerede Danmark som nr. 24 ud af 28 EU-lande i akademisk frihed. I samtlige kategorier (akademisk frihed i lovgivningen; institutionel autonomi i lovgivningen; selvforvaltning i lovgivningen; ansættelsessikkerhed; forfatning og internationale aftaler) lå Danmark under EU-gennemsnittet.

## Yderligere læsning
- Bjerg, Jens. "Reflections on Danish Comprehensive Education, 1903-1990." European Journal of Education, 26#2 1991, pp. 133–141. online.
- Buchardt, Mette. "Pedagogical transformations of "religion" into "culture" in Danish state mass schooling from the 1900s to the 1930s." Paedagogica Historica 49.1 (2013): 126-138 online.
- Foght, H.W. ed. Comparative education (1918), compares United States, England, Germany, France, Canada, and Denmark online
- Skovgaard-Petersen, Vagn. "Towards an education policy in Denmark: Danish education planning in the nineteen forties." Scandinavian Journal of History 6.1-4 (1981): 55–76.
- Skovgaard-Petersen, Vagn. "Forty years of research into the history of education in Denmark." Scandinavian journal of educational research 41.3-4 (1997): 319-331.
- Stubager, Rune. "The development of the education cleavage: Denmark as a critical case." West European Politics 33.3 (2010): 505–533. Online.
- Ydesen, Christian. "Educational testing as an accountability measure: Drawing on twentieth-century Danish history of education experiences." Paedagogica Historica 49.5 (2013): 716–733. Online.